# ایوار گرونتال
ایوار گرونتال (به استونیایی: Ivar Grünthal) ‏(۸ ژوئن ۱۹۲۴ در تارتو - ۱۴ فوریه ۱۹۹۶ در گوتنبورگ) از شاعران و سیاستمداران در تبعید اهل استونی بود.
ایوار گرونتال در سال ۱۹۲۴ به دنیا آمد و در شهر گوتنبورگ به پزشکی اشتغال داشت. وی از سال ۱۹۵۷ تا ۱۹۶۶ مدیریت مجله «هانا» را که به چاپ و نشر آثار ادبی آوانگارد استونی می‌پردازد بر عهده داشت. این نشریه همراه با نشریه «سرزمین سوخته» از معتبرترین نشریه‌های ادبی استونی به شمار می‌رود.
گرونتال شاعر، منتقد و مترجم بود و شش مجموعه از آثارش که در برگیرندهٔ شعرهایی بین سالهای ۱۹۵۶ تا ۱۹۶۴ است چاپ و منتشر شده‌است. افزون بر این دو کتاب داستان‌های منظومی نیز از وی چاپ و منتشر شده است، که دارای فضای مبهم و پیچیده‌ای هستند.وی در در سن ۷۲ سالگی درگذشت.